# Clania
Clania is een geslacht uit de familie van de zakjesdragers (Psychidae). De wetenschappelijke naam Clania werd voor het eerst in 1855 gepubliceerd door Francis Walker. Hij benoemde als eerste soort Clania lewinii, die oorspronkelijk als Oiketicus lewinii benoemd was door John Obadiah Westwood en die ontdekt was nabij Sydney (Australië).

## Soorten[2]
- Clania antrami
- Clania guineensis
- Clania ignobilis
- Clania lewinii
- Clania licheniphilus (synoniem van Cryptothelea licheniphilus[3])
- Clania yamorkinei